# オゾッポ
オゾッポ（伊: Osoppo）は、イタリア共和国フリウリ＝ヴェネツィア・ジュリア州ウーディネ県にある、人口約2,800人の基礎自治体（コムーネ）。

## 地理

### 位置・広がり

#### 隣接コムーネ
隣接するコムーネは以下の通り。
- ブーヤ
- フォルガリーア・ネル・フリウーリ
- ジェモーナ・デル・フリウーリ
- マヤーノ
- サン・ダニエーレ・デル・フリウーリ
- トラザーギス

### 気候分類・地震分類
オゾッポにおけるイタリアの気候分類 (it) および度日は、zona E, 2483 GGである。
また、イタリアの地震リスク階級 (it) では、zona 1 (sismicità alta) に分類される。

## 姉妹都市
- ロゼッグ（イタリア語版）、オーストリア